# Jamal Blackman
Jamal Clint-Ross Blackman (ur. 27 października 1993 roku) – angielski piłkarz pochodzenia barbadosko-jamajskiego, grający na pozycji bramkarza w angielskim Shrewsbury Town. 
Wychowanek Chelsea. W swojej karierze występował również m.in. w takich klubach jak: Wycombe Wanderers, Sheffield United, Exeter City czy Los Angeles FC. Były młodzieżowy reprezentant Anglii.

## Kariera klubowa

### Chelsea
Blackman dołączył do Chelsea na poziomie U-13 i przeszedł przez system młodzieżowy klubu. Po raz pierwszy pojawił się w drużynie seniorów w dniu 29 października 2011 roku na ławce rezerwowych w meczu Premier League przeciwko Arsenalowi, w którym Chelsea przegrała 3-5. Zaczął regularnie trenować z pierwszą drużyną w sezonie 2011-12, a wraz z drużyną U-18 zdobył młodzieżowy Puchar Anglii.
W czerwcu 2014 roku podpisał nowy 5-letni kontrakt.Middlesbrough
31 sierpnia 2014 roku Blackman dołączył do Middlesbrough, występującego w Championship na zasadzie wypożyczenia do stycznia 2015 roku. Zadebiutował 23 września 2014 przeciwko Liverpoolowi w trzeciej rundzie Pucharu Ligi Angielskiej, gdzie po rzutach karnych lepsi okazali się The Reds.
W dniu 6 stycznia 2015 roku po odejściu Marka Schwarzera do Leicester City, skrócono wypożyczenie Blackmana, aby był dostępny jako trzeci bramkarz pierwszej drużyny Chelsea za Courtoisem i Cechem.

### Östersunds FK
18 marca 2016 roku Blackman dołączył do szwedzkiej drużyny Östersunds FK w ramach wypożyczenia, które obowiązywało do 31 maja 2016 roku. W dniu 4 kwietnia zadebiutował w Allsvenskan w zremisowanym 1-1 meczu przeciwko Hammarby IF, grając przez pełne 90 minut. Potem zachował pierwsze czyste konto.

### Wycombe
15 sierpnia 2016 roku Blackmana wypożyczono do występującej w League Two drużynie Wycombe Wanderers. Następnego dnia zadebiutował z Accrington Stanley podczas remisu 1-1 na stadionie Adams Park. 20 sierpnia Blackman zachował pierwsze czyste konto w zremisowanym 0-0 spotkaniu z Blackpool. Następnie wpuścił 10 goli w 3 kolejnych meczach. W dniu 1 stycznia 2017 roku ogłoszono, że okres wypożyczenia Blackmana został przedłużony do końca sezonu.

### Sheffield United
27 lipca 2017 roku, po podpisaniu nowej umowy z Chelsea do 2021 roku, Blackman dołączył do beniaminka Championship Sheffield United, co było jego czwartym wypożyczeniem w karierze. 5 sierpnia zadebiutował w wygranym domowym spotkaniu z Brentford, zachowując czyste konto.

### Następne
Od 2019 do 2020 grał w holenderskim klubie SBV Vitesse, do którego wypożyczony jest z Chelsea Londyn.
Od 2022 gra w angielskim klubie Exeter City.

## Kariera reprezentacyjna
Blackman reprezentował Anglię w kategoriach wiekowych U-16, U-17, oraz U-19. W czerwcu 2014 roku dostał powołanie do drużyny U-21.

## Sukcesy
Chelsea
- Liga Mistrzów UEFA: 2011/2012[9]

Reprezentacja Anglii U-16
- Victory Shield: 2009